# 620年代
620年代（ろっぴゃくにじゅうねんだい）は、西暦（ユリウス暦）620年から629年までの10年間を指す十年紀。

## できごと

### 622年
- 厩戸皇子が斑鳩宮で没する。
- ムハンマドがメディナへ遷る（ヒジュラ（聖遷）- イスラム暦元年）。
- 東ローマ皇帝ヘラクレイオス、サーサーン朝ペルシアへの反撃を開始。

### 626年
- 唐で第2代皇帝太宗即位（-649年）（貞観の治）
- 蘇我馬子が没する。

### 628年
- 推古天皇没する。
- 東ローマ皇帝ヘラクレイオス、サーサーン朝を破って被占領地を奪回。

- 628年頃 - 唐の僧侶玄奘（三蔵法師）がインドへ向けて出発（- 645年）。

### 629年
- 舒明天皇即位する。